# 山田巳之助
山田 巳之助（やまだ みのすけ、1893年〈明治26年〉11月13日 - 1968年〈昭和43年〉8月3日）は、日本の俳優である。本名同じ。

## 来歴・人物
1893年（明治26年）11月13日、東京市に生まれる。府立第三中学から郁文館中学に転校して同校を中退。
1914年（大正3年）、井上正夫の門下となり、1950年（昭和25年）に井上が亡くなるまで彼の主演する映画や舞台に出演した。1915年（大正4年）、天活が井上一座と契約を結んで製作した連鎖劇の第1作『搭上の秘密』で映画に初出演し、小林商会による井上主演の連鎖劇に脇役出演した。その後、井上に従って国活、松竹蒲田撮影所、松竹下加茂撮影所の映画に出演し、1936年（昭和10年）には新興キネマ製作の『大尉の娘』でトーキー映画に初出演した。戦中は井上演劇道場に在籍した。
戦後、井上の第2次新協劇団移籍により山田も同劇団に入るが、戦前期に長く在籍した松竹に戻って舞台出演を続けた。その一方、映画にも脇役として、黒澤明監督の『生きる』、山村聡監督の『蟹工船』などに出演。1954年（昭和29年）からは東宝の専属俳優となり、稲垣浩監督『無法松の一生』や特撮映画に出演した。特撮では指揮官役が多い。1960年代ごろからはテレビドラマにも出演している。
1968年（昭和43年）8月3日、死去。74歳没。

## 出演作品

### 映画
- 大楠公（1926年、松竹） - 湯浅入道孫六
- 大尉の娘（1936年、新興キネマ） - 乙吉
- 十日間の人生（1941年、松竹） - 辰吉
- 小判鮫 第二部（1948年、新演伎座）
- 生きる（1952年、東宝） - 市民課主任斎藤
- 村八分（1953年、現代ぷろだくしょん） - 村長
- 蟹工船（1953年、現代ぷろだくしょん） - 船長
- 太平洋の鷲（1953年、東宝） - 畑俊六[8]
- お祭り半次郎（1953年、東宝） - 徳兵衛
- 人生劇場 第二部（1953年、東映） - 軍属風の男
- 落語シリーズ 第一話 落語長屋は花ざかり（1954年、東宝） - 越後屋
- 御ひいき六花撰 素ッ飛び男（1954年、東宝） - 伊勢屋太兵衛
- わたしの凡てを（1954年、東宝） - 北村彦造
- 次郎長三国志 第九部 荒神山（1954年、東宝） - 守屋の忠造
- 新鞍馬天狗 第一話 天狗出現（1954年、東宝） - 隼の長七
- 天下泰平（1955年、東宝） - 中島総務
- 幽霊男（1955年、東宝）
- ゴジラの逆襲（1955年、東宝） - 大阪防衛隊隊長[8][2][3]
- 芸者小夏 ひとり寝る夜の小夏（1955年、東宝） - おでん屋の親爺
- 宮本武蔵 完結篇 決闘巌流島（1956年、東宝） - 村の老爺源造
- 現代の欲望（1956年、東宝） - 瀬川
- 空の大怪獣 ラドン（1956年、東宝） - 大崎[8]
- 山と川のある町（1957年、東宝） - 老医師
- 大番（1957年、東宝） - 太田屋主人村田
- 東京だョおっ母さん（1957年、東宝） - そば屋
- 別れの茶摘歌（1957年、東宝） - 井上増吉
- 生きている小平次（1957年、東宝） - 楽屋番
- 別れの茶摘歌姉妹篇 お姉さんと呼んだ人（1957年、東宝） - 井上増吉
- 東北の神武たち（1957年、東宝） - 仁作の父っさん
- 地球防衛軍（1957年、東宝） - 浜本国防庁長官[1][2][3]
- 無法松の一生（1958年、東宝） - 奥大将
- 変身人間シリーズ（東宝）
  - 美女と液体人間（1958年） - 楠田刑事部部長[8]
  - ガス人間第一号（1960年） - 葉山[8]
- 大怪獣バラン（1958年、東宝） - 防衛庁長官[8][2][3]
- 眠狂四郎無頼控 魔剣地獄（1958年、東宝） - 鈴木進十郎
- 裸の大将（1958年、東宝） - ラジオを聴く男
- 上役・下役・ご同役（1959年、東宝） - 相沢信道社長
- 日本誕生（1959年、東宝） - 尾張国造[8]
- 国定忠治（1960年、東宝） - 名主宇衛門
- われ一粒の麦なれど（1964年、東京映画） - 萩原調査部長
- 家庭の年輪（1965年、桜映画社）

### テレビドラマ
- 日本の日蝕（1959年、NHK） - 村長
- 愛の劇場 第35話「男やもめ」（1960年、NTV）
- ダイヤル110番（NTV）
  - 第148話「上野発22時15分」（1960年）
  - 第233話「すれっからし」（1962年）
  - 第270話「浮浪者殺人事件」（1962年）
  - 第292話「山峡の男」（1963年）
  - 第354・355話「江戸川堀江町」（1964年）
- 東芝日曜劇場（TBS）
  - 第224話「忍ぶ川」（1961年）
  - 第236話「今夜も月が出る」（1961年）
  - 第266話「紫式部絵巻」（1962年）
  - 第268話「続・忍ぶ川」（1962年）
  - 第375話「みだれ」（1964年）
  - 第395話「じゃまっけ」（1964年）
  - 第484話「かみなり」（1966年） - 日野家の老僕
  - 第563話「おたふく物語」（1967年） - おしづの父
- 山本周五郎アワー 第3話「藪の陰」（1961年、TBS） - 梶井図書
- 阿部一族（1961年、NTV） - 用人佐兵衛
- 指名手配 第118・119話「運命のあずき買い」（1962年、NET）
- 連続テレビ小説 / あかつき（1963年 - 1964年、NHK）
- ポーラ名作劇場 第33話「閣下」（1963年、NET） - 村長
- テレビ指定席 / 木偶（1963年、NHK）
- 判決（NET）
  - 第110話「冬近く」（1964年）
  - 第111話「孤影」（1964年） - 老人
  - 第162話「ガラスの部屋」（1965年）
- シオノギテレビ劇場 / 巷談本牧亭（1966年、CX）
- 三匹の侍 第5シリーズ 第4話「狼が死んだ」（1967年、CX）